# نواه بيك
نواه بيك (بالإنجليزية: Noah Beck) هو لاعب كرة قدم ويوتيوبر أمريكي في مركز الوسط، ولد في 4 مايو 2001 في أريزونا في الولايات المتحدة. لعب مع ريال موناركس.

## وصلات خارجية
- نواه بيك على موقع IMDb (الإنجليزية)
- نواه بيك على موقع قاعدة بيانات الفيلم (الإنجليزية)